# Lucanus fonti
Lucanus fonti là một loài bọ cánh cứng trong họ Lucanidae. Loài này được Zilioni mô tả khoa học năm 2006.